# Alwin und die Weltenbummler
Alwin und die Weltenbummler ist ein US-amerikanischer Zeichentrickfilm, der von Bagdasarian Productions produziert wurde. Der Film basiert auf der Zeichentrickserie Alvin und die Chipmunks und ist der erste Kinofilm mit den Chipmunks und den Chipettes.
Alwin und die Weltenbummler erschien am 22. Mai 1987 in den US-amerikanischen Kinos und am 24. März 1988 in den Kinos der Bundesrepublik Deutschland.
In den USA spielte der Film 6.804.312 $ ein, in Deutschland wurden 80.783 Kinobesucher gezählt.

## Handlung
David Seville, der Ziehvater der drei Erdhörnchen-Jungs Alvin, Simon und Theodore, muss nach Europa reisen. Trotz Alvins Bitte, mitkommen zu dürfen, reist David alleine, nachdem er Miss Miller für die Betreuung der Jungs engagiert hat.
In einem Lokal treffen die Chipmunks auf die Erdhörnchen-Mädchen Brittany, Eleonor und Jeanette, die Chipettes. An einer Spielstation liefern sich Alvin und Brittany ein verbissenes Duell um den Sieg in einem Ballonrennen rund um die Welt, und als Alvin unterliegt, streiten sich Brittany und er darum, wer von ihnen ein echtes Ballonrennen gewinnen würde.
Das unweit von den Kindern sitzende Geschwisterpaar Claudia und Klaus Furschtien wird durch den Streit auf sie aufmerksam und beschließt, die Kinder für ihre eigenen Pläne zu missbrauchen, wobei es darum geht, Diamanten im Wert von fünf Millionen Dollar an weltweit ansässige Empfänger auszuliefern und die entsprechende Bezahlung abzuholen.
Zudem würde diese Aktion auch gegenüber einem gewissen Jamal wegen der ihm unbekannten Kinder unauffällig sein; jener Jamal hatte das Geschwisterpaar schon einmal um mehrere Millionen Dollar gebracht.
Claudia und Klaus tarnen ihre Absichten gegenüber den Chipmunks und den Chipettes, indem sie sie zu einem Ballonwettrennen rund um die Welt einladen und für die siegreiche Mannschaft ein Preisgeld von 100.000 Dollar ausloben. Zur großen Bestürzung der anderen stimmen Alvin und Brittany dem Vorschlag sofort zu.
Am nächsten Tag gelingt es den Chipmunks mittels einer manipulierten Tonbandaufnahme eines Telefongespräches mit ihrem Ziehvater, Miss Miller weiszumachen, dass Alvin, Simon und Theodore zu David nach Europa kommen sollen. Stattdessen begeben sich die Chipmunks zum Startpunkt des vermeintlichen Wettrennens. Beide Mannschaften erhalten Karten mit unterschiedlichen Routen, und als angeblichen Nachweis, dass sie die erforderlichen Stationen angesteuert haben, sollen sie je eine der ihnen mitgegebenen Puppen gegen die an der einzelnen Station vorzufindende Puppe tauschen und mitbringen.
Claudia steht jedoch heimlich mit Informanten in Kontakt, die den Austausch der Puppen überwachen und bestätigen sollen. Der Diener der Furschtiens erfährt von den eigentlichen Absichten der beiden sowie den Reisezielen der Kinder und gibt die Informationen an den genannten Jamal weiter, der wiederum seine Leute beauftragt, den Kindern die Puppen abzunehmen, was aber auch nach mehreren Reisestationen nicht gelingt.
In Athen laufen die Chipmunks zufällig an David vorbei, ohne ihn zu bemerken. David hingegen glaubt nicht, dass es seine Jungs sind, denen er flüchtig begegnet ist, und reist weiter.
In Ägypten werden die Chipettes von einem jungen Prinzen, der von Jamal mit der Beschaffung der Puppen beauftragt worden ist, in dessen Palast festgehalten. Brittany wird zur Heirat mit dem Prinzen gezwungen. Am Vorabend der bereits für den nächsten Tag angesetzten Verlobungsfeier erhält Brittany als Geschenk ein seiner Familie entrissenes Pinguinbaby. In derselben Nacht gelingt es den Chipettes, die Puppen zurückzuholen und aus dem Palast zu fliehen, wobei Eleanor das Pinguinbaby heimlich mitnimmt. Ungeachtet des Wettrennens beschließen die Chipettes daraufhin, den erkrankten Pinguin zurück in die Antarktis zu seiner Familie zu bringen. Die Abweichung von ihrer ursprünglichen Route wird jedoch von Claudias Informanten wahrgenommen und ihr mitgeteilt, so dass Claudia befürchtet, dass die Mädchen den eigentlichen Zweck der Weltreise durchschaut hätten und nun versuchen würden, mit den Diamanten und dem Geld zu fliehen. Sie weist ihre Informanten an, den Mädchen die Puppen zu entwenden. In der Antarktis gelingt es den Chipettes mithilfe der Pinguine nur knapp, diese Absicht zu vereiteln, dabei zerreißt jedoch eine der Puppen, und die dort eingelegten Diamanten fallen heraus. Die Mädchen öffnen eine andere Puppe und finden darin ein Bündel Geldscheine. Da sie nun die wahren Pläne von Claudia und Klaus erkennen, wähnen sie die Jungs in großer Gefahr und machen sich auf die Suche nach ihnen.
Zwischenzeitlich ist Theodore von einem Ureinwohnerstamm zu einem vermeintlichen Herrscher gemacht worden, und Alvin und Simon sind dazu verdammt worden, ihm zu dienen. Anhand einer Inschrift findet Simon jedoch heraus, dass Theodore als Herrscher beim nächsten Vollmond geopfert werden soll. Tatsächlich betrifft dies auch die beiden anderen. Im letzten Moment werden sie jedoch von den Chipettes aus der misslichen Lage gerettet und treten gemeinsam mit ihnen die Heimreise an.
Es stellt sich inzwischen heraus, dass Jamal bei der internationalen Polizei am Flughafen arbeitet und in Sachen Diamantenschmuggel ermittelt. Der Diener der Furschtiens wird von Claudia jedoch als Spitzel enttarnt und festgesetzt. Sie und Klaus erwarten die Kinder am Flughafen, wobei die Chipmunks und die Chipettes ihnen zu verstehen geben, dass sie deren Spiel durchschaut haben. Danach fliehen sie mitsamt den Puppen vor den beiden Schmugglern, allerdings vermögen es jene, die Kinder festzuhalten, indem sie vorgeben, auch Miss Miller in ihrer Gewalt zu haben.
Claudia und Klaus stoßen die Kinder in ihr Auto; als es losfährt, gelingt es Alvin jedoch, den ebenfalls das Flughafengelände verlassenden David auf sein Hilfeersuchen aufmerksam zu machen, und David nimmt zusammen mit dem herbeieilenden Jamal sofort die Verfolgung auf. Das Fluchtauto wird durch die sich auf dem Weg zum Flughafen befindende und auf der falschen Spur fahrende Miss Miller in einen Unfall verwickelt, so dass David und Jamal es einholen können. Die Furschtiens werden verhaftet und die Kinder und David von Miss Miller nach Hause gefahren.

## Synchronisation
| Rollen               | Originalsprecher      | Deutscher Synchronsprecher |
| -------------------- | --------------------- | -------------------------- |
| Alwin Seville        | Ross Bagdasarian, Jr. | Nadja Reichardt            |
| Simon Seville        | Ross Bagdasarian, Jr. | Simon Jäger                |
| Theodore Seville     | Janice Karman         | unbekannt                  |
| David 'Dave' Seville | Ross Bagdasarian, Jr. | Stefan Gossler             |
| Brittany Miller      | Janice Karman         | Caroline Ruprecht          |
| Jeanette Miller      | Janice Karman         | unbekannt                  |
| Eleanor Miller       | Janice Karman         | unbekannt                  |
| Miss Beatrice Miller | Dody Goodman          | Inge Wolffberg             |
| Claudia Furschtien   | Susan Tyrrell         | Karin Buchholz             |
| Klaus Furschtien     | Anthony De Longis     | Hans-Werner Bussinger      |
| Inspektor Jamal      | Ken Sansom            | Kurt Goldstein             |

## Kritiken
In der Ausgabe der Washington Post vom 25. Mai 1987 bezeichnet Hal Hinson den Film als „köstliches Vergnügen“ und gerade für Fans der Chipmunks als „Genuss“. Zwar seien die Qualität der Animation nicht auf einem Disney-Niveau und der Film plot-schwer, jedoch bewege sich die Geschichte, in der die Jungen und ihre Freundinnen, die Chipettes, ahnungslose Komplizen eines Rings von Diamantenschmugglern sind, zügig und es gebe jede Menge Action. Die Chipettes seien mehr als nur Ergänzungen der Chipmunks. Insbesondere Brittany sei ein neuer Stern für die Chipmunks-Filme.

„Zeichentrickfilm, dessen Gestalten 1958 von dem Komponisten Ross Bagdasarian ins Leben gerufen wurden; annehmbare Unterhaltung für Kinder, die mit viel Musik unterlegt wurde.“

## Nominierung
Der Film wurde im Jahr 1988 nominiert für den Young Artist Award in der Kategorie „Best Motion Picture – Animation“.

## Trivia
Im Gegensatz zu der Fernsehserie werden die Namen der Chipmunks in diesem Film auf Deutsch ausgesprochen. Daraus erklärt sich auch die veränderte Schreibweise in dem Filmtitel mit „Alwin“ statt „Alvin“.